# Tales (Plana Baixa)
Tales és un municipi del País Valencià situat a la comarca de la Plana Baixa.

## Geografia física
El municipi de Tales està enclavat en la part occidental de la comarca i pertany a la Mancomunitat Espadà-Millars. Es troba a la vora del riu Sec o Veo a la vall que formen els últims contraforts del Parc Natural de la Serra d'Espadà, on s'eleven cims com ara l'Espí (672 m) i el Montí (612 m) de sud a nord per l'est de la població, i el Tossal (469 m) en direcció nord-est al nord del riu i de la població. El nucli urbà es troba a una altitud de 242 m. L'altitud mitjana del terme és de 300 m, el relleu és suau i els pendents oscil·len entre el 5% i el 15%.
Actualment té una població de 893 habitants, de predomini lingüístic valencià. Les cases ocupen el vessant d'un xicotet tossal i estan distribuïdes en carrers torçuts, amb forts pendents i empedrats, alguns amb desigualtat. Les cases són més reduïdes a mesura que s'aproximen al castell, que ocupa el cim del tossal (muntanya). Tales pertany al partit judicial de Nules i al Bisbat de Sogorb-Castelló.
El seu terme municipal té una extensió de 14,7 km², gran part del qual es troba poblat de grans extensions de bosc on les espècies predominants són el pi, la surera i l'alzina. Així, 937 hectàrees del terme estan ocupades per extensions boscoses i 203 per superfícies de cultius.
Dista 27 km de la capital de la província, Castelló de la Plana i 25 km de Borriana, capital de la Plana Baixa. L'accés al municipi és possible a través de la carretera CV-223 procedent d'Onda i l'Alcudia de Veo, la CV-205 procedent de Suera i la CV-201 de Viver a Onda. Les carreteres permeten la circulació de qualsevol tipus de vehicles, classificant-se del tipus C-1. La resta de camins són de terra i asfalt, presenten un bon ferm i per això es qualifiquen tots ells del tipus C-2 i C-3.

### Paisatge i relleu

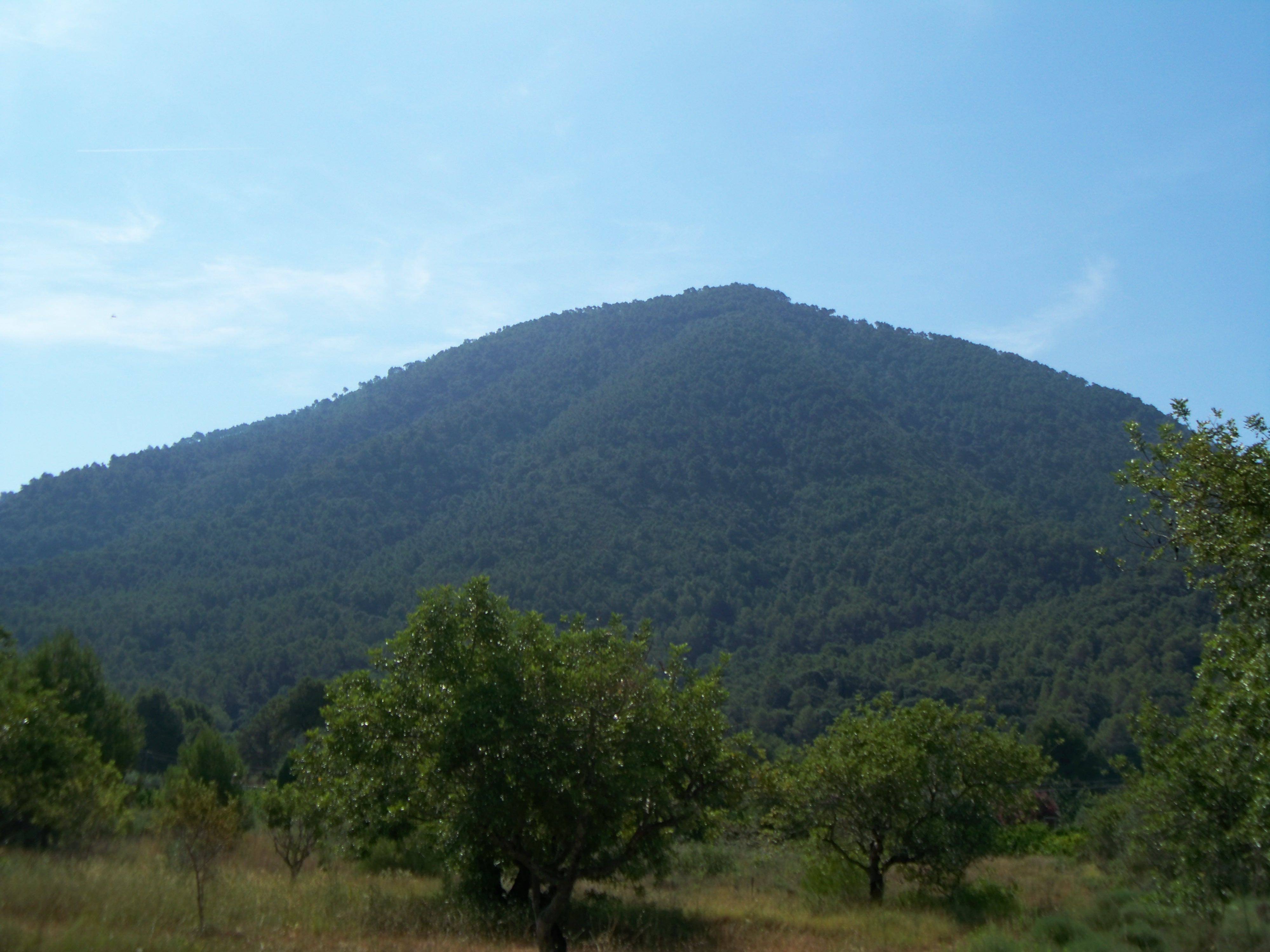
El Montí des de la partida de Carbonària

El relleu del municipi és escarpat i presenta importants desnivells entre les zones de major altitud, l'Espí de 672 m, el Montí de 612 m, i el nucli urbà del municipi que se situa a 239 metres d'altitud. Això té una clara influència en el paisatge i ha influenciat en la manera de conrear els cultius dels quals antany subsistien les gents del poble, ja que els pobletans van haver d'abancalar el terreny per als seus cultius de secà, que actualment s'han abandonat majoritàriament i han sigut substituïts per extensions de cultius fruiters de regadiu.
Els fenòmens geomorfològics principals del relleu són:
- Lliscaments en potència per canvi en la humitat de les argiles.
- Inestabilitat accentuada en pendents forts i en la proximitat dels cursos d'aigua.
- Terreny inestable accentuat per l'acció de l'home.
- Zones de protecció ciutadana associades a falles no edificables.

Respecte al paisatge és el característic de la Serra d'Espadà on es troba.

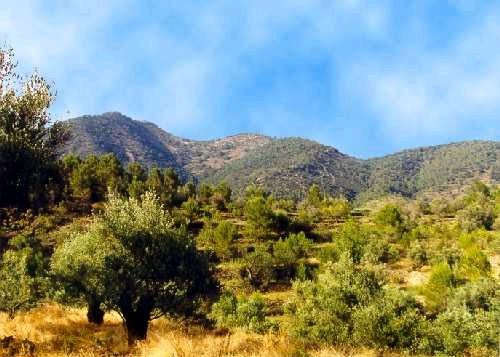
Secà de Tales

### Climatologia

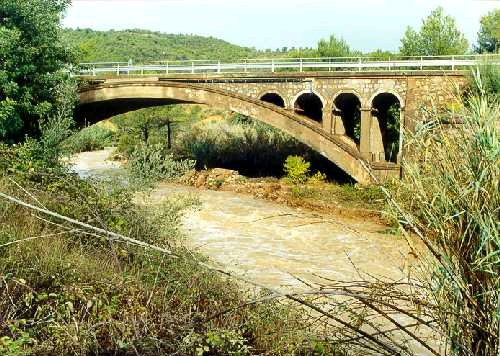
El riu de Sonella

Durant la major part de l'any les temperatures mitjanes presenten uns valors temperats, que oscil·len entre els 8 °C de gener i els 24 °C de l'agost. Únicament sol haver-hi dies freds en la temporada hivernal, que de totes formes, no solen ser nombrosos. Per tant, en línies generals, té un clima típicament mediterrani. Les pluges es produïxen amb una gran irregularitat, amb contrasts forts entre anys d'abundància i altres de pronunciada sequera. L'estació més plujosa sol ser la tardor, en la qual és característica la torrencialitat amb què cauen les precipitacions, cosa que provoca fortes avingudes pels barrancs. La mitjana anual de precipitacions és de 649 mm.

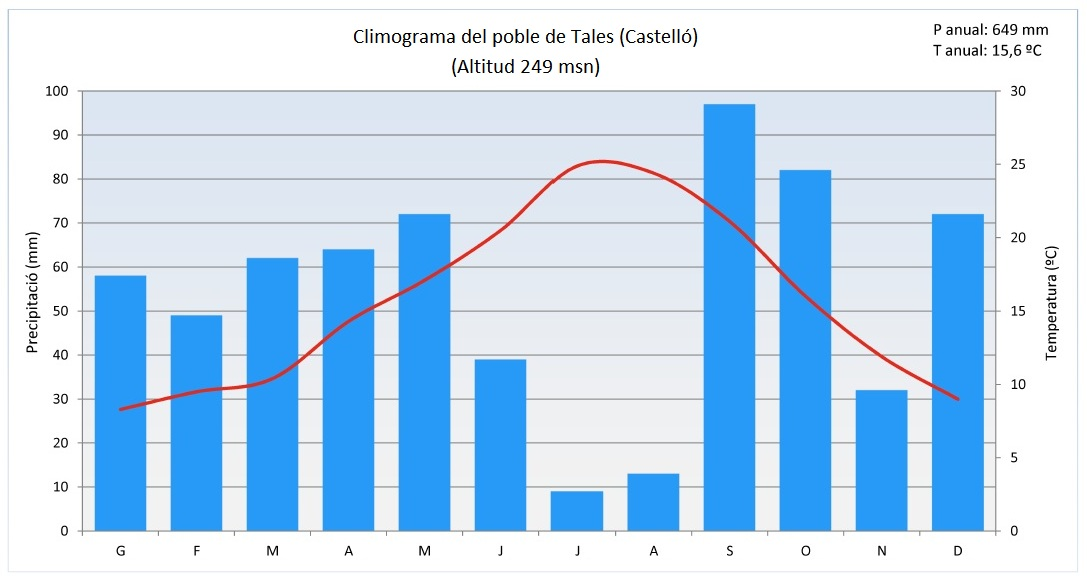
Climograma del poble de Tales

### Geologia
L'àmbit geològic del terme municipal està compost per diferents formacions. Tot i que la major part dels materials provenen del Triàsic també hi han al terme municipal zones reduïdes de cornioles i dolomies del Juràssic. Els materials del Triàsic són de tres tipus segons les seues característiques i propietats.
- Buntsandstein. Gresos i alternança d'argilites amb gresos fàcies de Röt. Els gresos del Buntsandstein són coneguts col·loquialment en la zona amb el nom de rodeno.

- Muschelkalk. Dolomies, margues, argiles i calcàries.

- Keuper. Margues i argiles, amb presència de guixos grisos.

La història geològica de la zona esdevé a partir de la fase erosiva posthercíana amb una sedimentació del Triàsic de les fàcies germàniques típiques. Posteriorment es va produir una regressió marina amb etapes de dipòsits lacunars (Keuper). Esta zona geomorfològica pertany a la fulla del MAGNA 50 (IGME) número 640, de nom Sogorb, divisió 29-25 i fus 30.

## Geografia política

### Municipis limítrofs
| Suera          | Fanzara         | Onda   |
| Suera          | Rosa dels vents | Onda   |
| Alcudia de Veo | Alcudia de Veo  | Artana |

### Nuclis de població i partides municipals

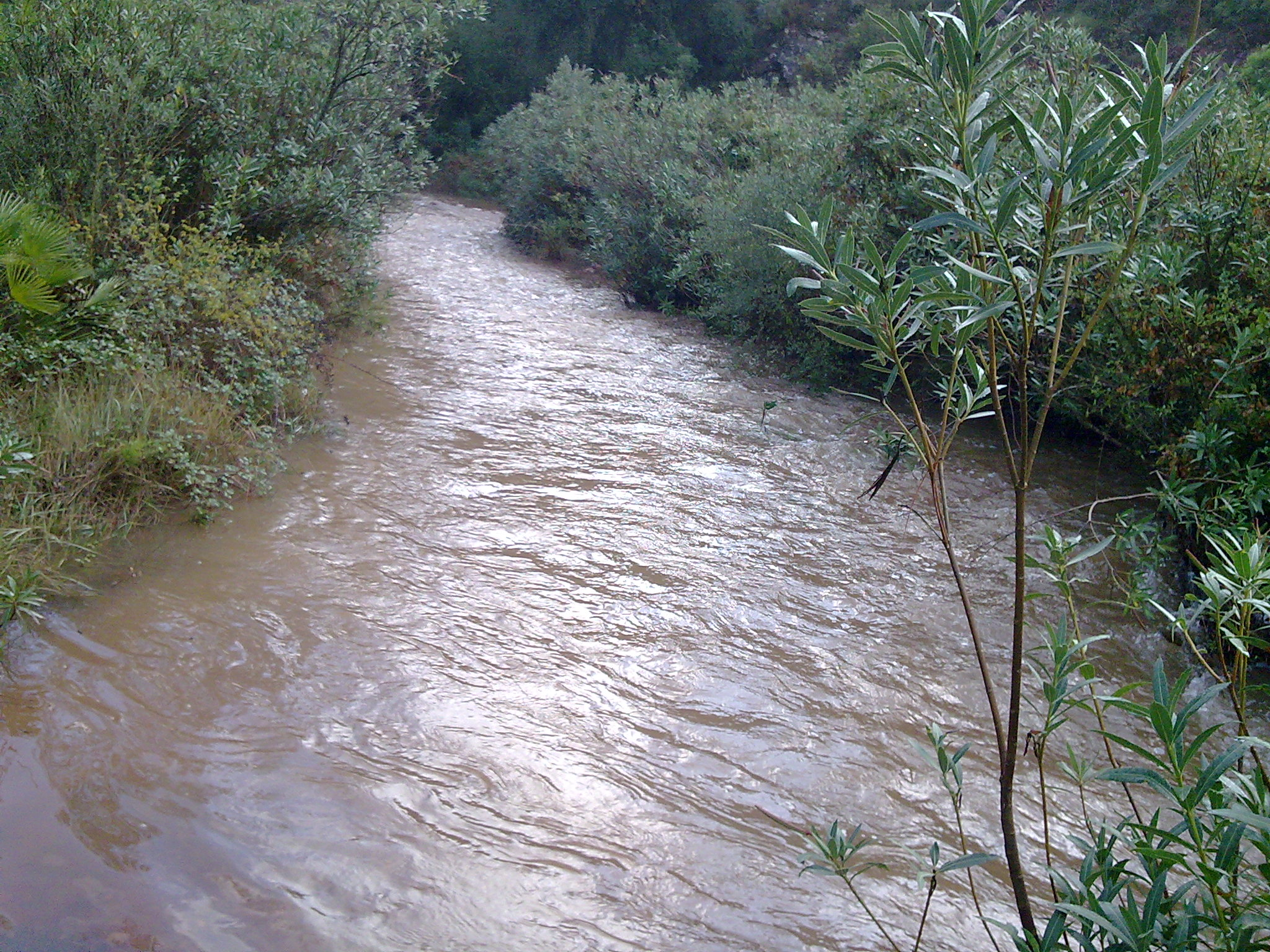
Barranc d'Aín o de l'Ullastre

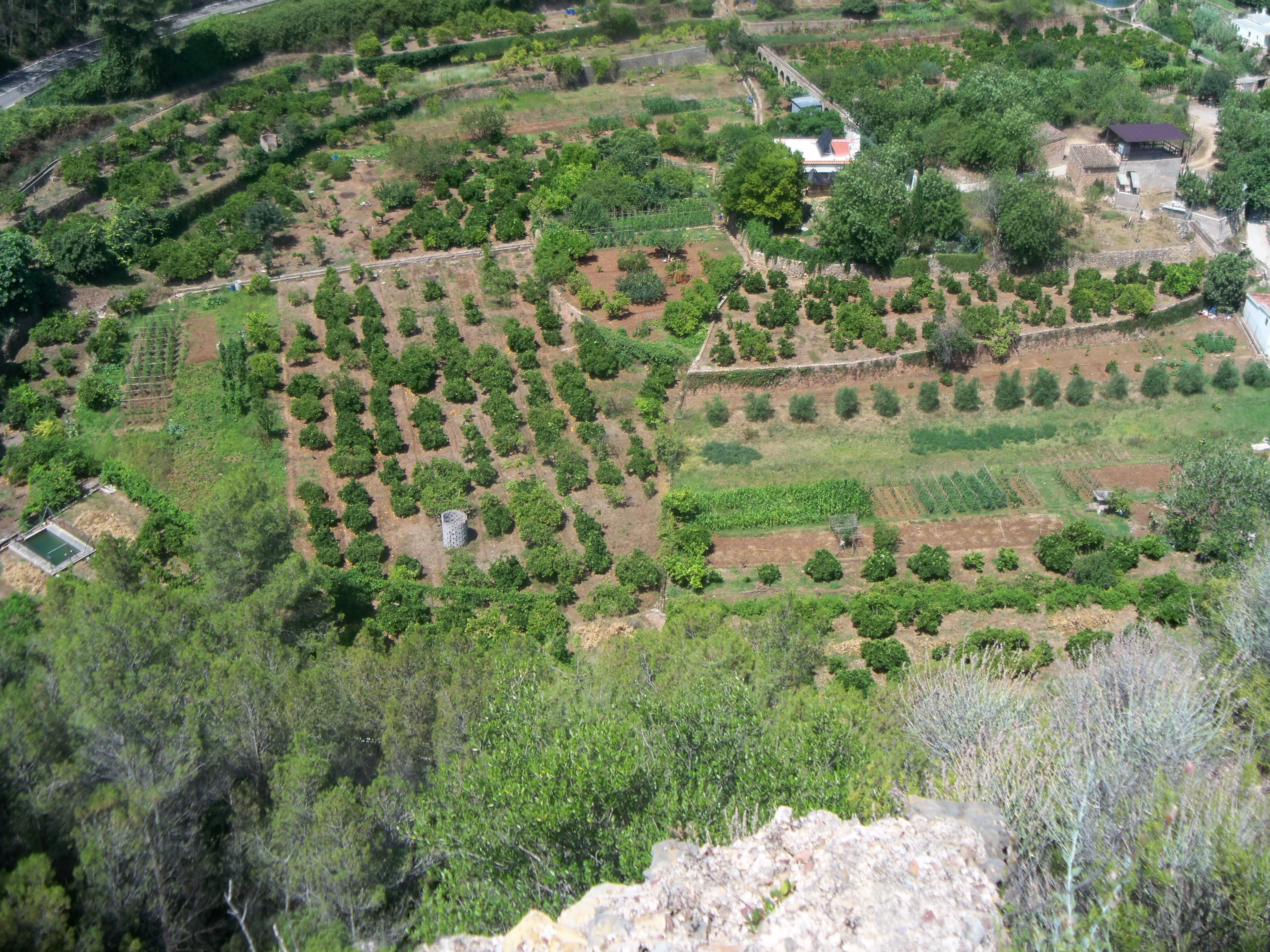
Vista de el Clot des del Castell de Tales

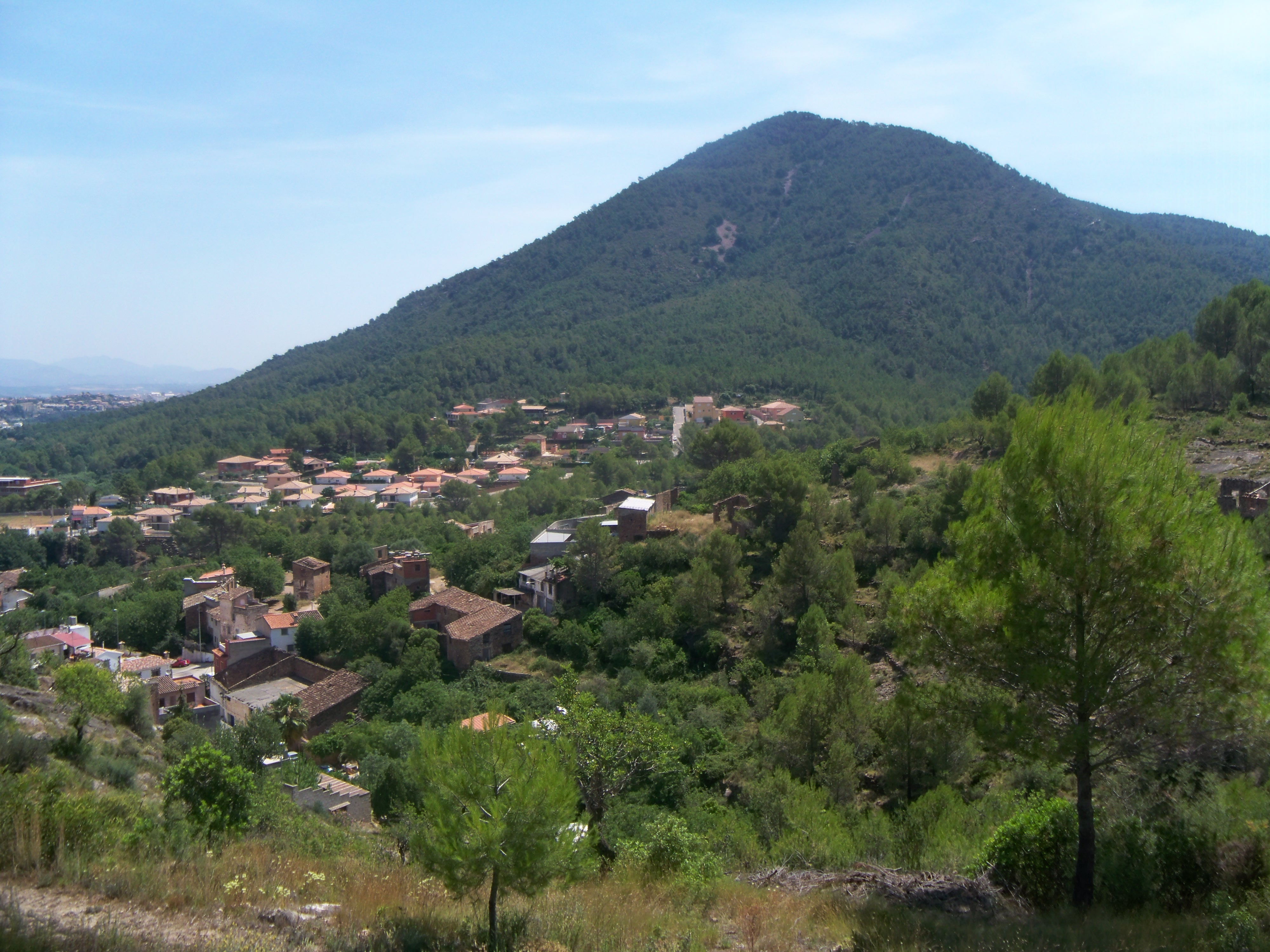
El Montí i la Falda

- Barranc de l'Ullastre o d'Aín
- Barranc Fondo
- Carbonària
- Corral de la Motxenta
- Corrals de la Frontera
- el Canyar
- el Carro
- el Castell
- el Clot
- el Corralet
- el Cós
- el Cuquello
- el d'Isidor
- el Fusero
- el Menyo
- el Palomo
- el Pantà
- el Pinet
- el Pla de Benarrai
- el Regatell
- el Rodeno
- el Tossal
- els Bancalons
- Entre-rius
- Font de l'Assut
- Fonteta de Figueres
- l'Algepsar
- l'Espí
- l'Horteta
- la Cavallera
- la Costera de Simó
- la Falda
- la Frontera
- la Gaiata
- la Masia
- la Motxenta
- la Pedrera
- la Pobila
- la Priora
- la Séquia Nova
- la Torre
- les Clotxes
- les Coves
- Montí
- Penya Negra
- Riu de Veo
- Tossal de la Font
- Xautena
- Xiclà

Veure referència

## Història
Al terme municipal de Tales, es van trobar vestigis de la segona meitat de l'època ibèrica, però a pesar d'haver-se trobat a la zona lateral del poble restes de ceràmiques a mà, no s'ha pogut esbrinar l'existència d'ocupació humana.
Els orígens de la població es corresponen amb una antiga alqueria musulmana que, després de ser conquerida, fon donada al noble Eiximén I de Foces, qui va fer vindre algunes famílies de Terol. És per això que els cognoms Badenas i Marco, de procedència aragonesa, són comuns hui dia entre la població talera. L'any 1242, quan ja s'havia constituït el Regne de València, el noble aragonès Eiximén I de Foces se'n va anar de la població de Tales al servei personal de Jaume I d'Aragó, qui va cedir la població a Guillem de Rocafort.
La població de Tales estava dividida en dues comunitats, la musulmana i la cristina, però en absolut respecte i convivència entre ambdós, les quals tenien el seu corresponent alcalde i cadi (jutge). Se sap que va ser donada a repoblar per primera vegada en 1248, encara que més tard s'entregaria a Pere de Castellnou per a ser repoblada. És a ell a qui tradicionalment s'atribuïx la fundació de l'actual Tales.
Després de l'expulsió dels moriscs, va quedar pràcticament deshabitada i va ser repoblada amb cristians vells per iniciativa del reial comissari de l'Orde de Montesa, Germà Galzeran. Tales va pertànyer a la jurisdicció d'Onda fins que se'n va independitzar l'any 1842.
Va ser escenari d'importants accions d'armes durant les Guerres Carlines. Entre elles, la més important va succeir l'any 1839 (va començar l'1 d'agost i va finalitzar el 14 del mateix mes i van intervenir 18.000 homes), en la qual les tropes carlines del general Ramon Cabrera, atrinxerades al castell, van ser derrotades i desallotjades per les forces liberals del general Leopoldo O'Donnell. Arran d'eixos combats, el castell i la població de Tales van quedar arrasats. Com a record de la batalla, en l'escut de Tales apareix una figura al·lusiva: un home armat amb un picot que descarrega colps sobre els murs del seu arruïnat castell com a senyal de destrucció.

## Política i govern

### Composició de la Corporació Municipal
El Ple de l'Ajuntament està format per 7 regidors. En les eleccions municipals de 26 de maig de 2019 foren elegits 6 regidors del Partit Socialista del País Valencià (PSPV-PSOE) i 1 del Partit Popular (PP).
| Eleccions municipals de 26 de maig de 2019 - Tales                                                                              |                                     |                                     |                                     |      |          |          |
| Candidatura | Candidatura                         | Candidatura                         | Cap de llista                       | Vots | Vots     | Regidors |
| | Partit Socialista del País Valencià |                                     | Vicente Juan Prades Ramos           | 390  | 78,63%   | 6 (+3)   |
| | Partit Popular                      |                                     | Miguel Carot Blasco                 | 103  | 20,77%   | 1 (-1)   |
| | Altres candidatures                 |                                     |                                     |      |          | 0 ( -2)  |
| | Vots en blanc                       |                                     |                                     | 3    | 0,60%    |          |
| Total vots vàlids i regidors | Total vots vàlids i regidors        | Total vots vàlids i regidors        | Total vots vàlids i regidors        | 496  | 100 %    | 7        |
| | Vots nuls                           | Vots nuls                           | Vots nuls                           | 15   | 2,94%    |          |
| Participació (vots vàlids més nuls)                                                                                             | Participació (vots vàlids més nuls) | Participació (vots vàlids més nuls) | Participació (vots vàlids més nuls) | 511  | 77,31%** |          |
| Abstenció | Abstenció                           | Abstenció                           | Abstenció                           | 150* | 22,69%** |          |
| Total cens electoral | Total cens electoral                | Total cens electoral                | Total cens electoral                | 511* | 100 %**  |          |
| Alcalde: Vicente Juan Prades Ramos (PSPV) (15/06/2019) Per majoria absoluta dels vots dels regidors (6 vots de PSPV)            |                                     |                                     |                                     |      |          |          |
| Fonts: JEC, JEZ Castelló, M. Interior, Periòdic Ara. (* No són vots sinó electors. ** Percentatge respecte del cens electoral.) |                                     |                                     |                                     |      |          |          |

### Alcaldia
Des de 2015 l'alcalde de Tales és Vicente Juan Prades Ramos, del Partit Socialista del País Valencià (PSPV-PSOE).
| Període                       | Alcalde o alcaldessa                     | Partit polític | Data de possessió     | Observacions |
| ----------------------------- | ---------------------------------------- | -------------- | --------------------- | ------------ |
| 1979–1983                     | Enric Balaguer Martí Joaquim Ramos Martí | PSPV-PSOE      | 19/07/1979 17/10/1980 | n/d --       |
| 1983–1987                     | Assumpció Badenes Moliner                | AP-PDP-UL-UV   | 28/05/1983            | --           |
| 1987–1991                     | Ricard Montoliu Balaguer                 | PSPV-PSOE      | 30/06/1987            | --           |
| 1991–1995                     | Ricard Montoliu Balaguer                 | PSPV-PSOE      | 15/06/1991            | --           |
| 1995–1999                     | Ricard Montoliu Balaguer                 | PSPV-PSOE      | 17/06/1995            | --           |
| 1999–2003                     | Demetri Muñoz Huerta                     | PSPV-PSOE      | 03/07/1999            | --           |
| 2003–2007                     | Demetri Muñoz Huerta                     | PSPV-PSOE      | 14/06/2003            | --           |
| 2007–2011                     | Alfred Josep Balaguer i Torres           | PSPV-PSOE      | 16/06/2007            | --           |
| 2011–2015                     | Ambròs Ramírez Gómez                     | PP             | 11/06/2011            | --           |
| 2015–2019                     | Vicent Joan Prades Ramos                 | PSPV-PSOE      | 13/06/2015            | --           |
| 2019-2023                     | Vicent Joan Prades Ramos                 | PSPV-PSOE      | 15/06/2019            | --           |
| Des de 2023                   | n/d                                      | n/d            | 17/06/2023            | --           |
| Fonts: Generalitat Valenciana |                                          |                |                       |              |

### Entitats públiques administratives
- Ajuntament de Tales. C/ Constitució nº1, CP 12221 Tales (Castelló). Tel. i fax 964 61 30 08.
- Mancomunitat Espadà-Millars. Av. de Castelló nº6, CP 12221 Tales (Castelló). Tel. 964 61 30 00 i fax 964 61 30 02.

## Demografia
| Evolució demogràfica del municipi de Tales |
| ------------------------------------------ |
|                                            |
|                                            |

L'any 1987 va assolir el seu nivell màxim de població amb 1.237 habitants. Posteriorment va iniciar un lent i progressiu descens demogràfic que va arribar a estabilitzar-se durant la dècada dels anys 2000. En els últims temps està augmentant la població de forma important, acostant-se de nou als 1.000 habitants.
Tales és el típic poble d'estiueig, com la major part dels pobles de la Serra d'Espadà, en què la població augmenta amb l'arribada d'estiuejants que tenen o lloguen casa al poble. Els seus visitants provenen d'altres comarques del País Valencià, especialment de l'àrea metropolitana de la província, i de Catalunya.

## Economia
L'agricultura, principalment els cítrics, tradicional sostenidor econòmic del poble és a hores d'ara una activitat quasi residual. La població s'ha convertit pràcticament en un poble dormitori, ja que els habitants treballen durant el dia als nuclis ceràmics d'Onda, Ribesalbes o Vila-real.

## Monuments

### Monuments religiosos

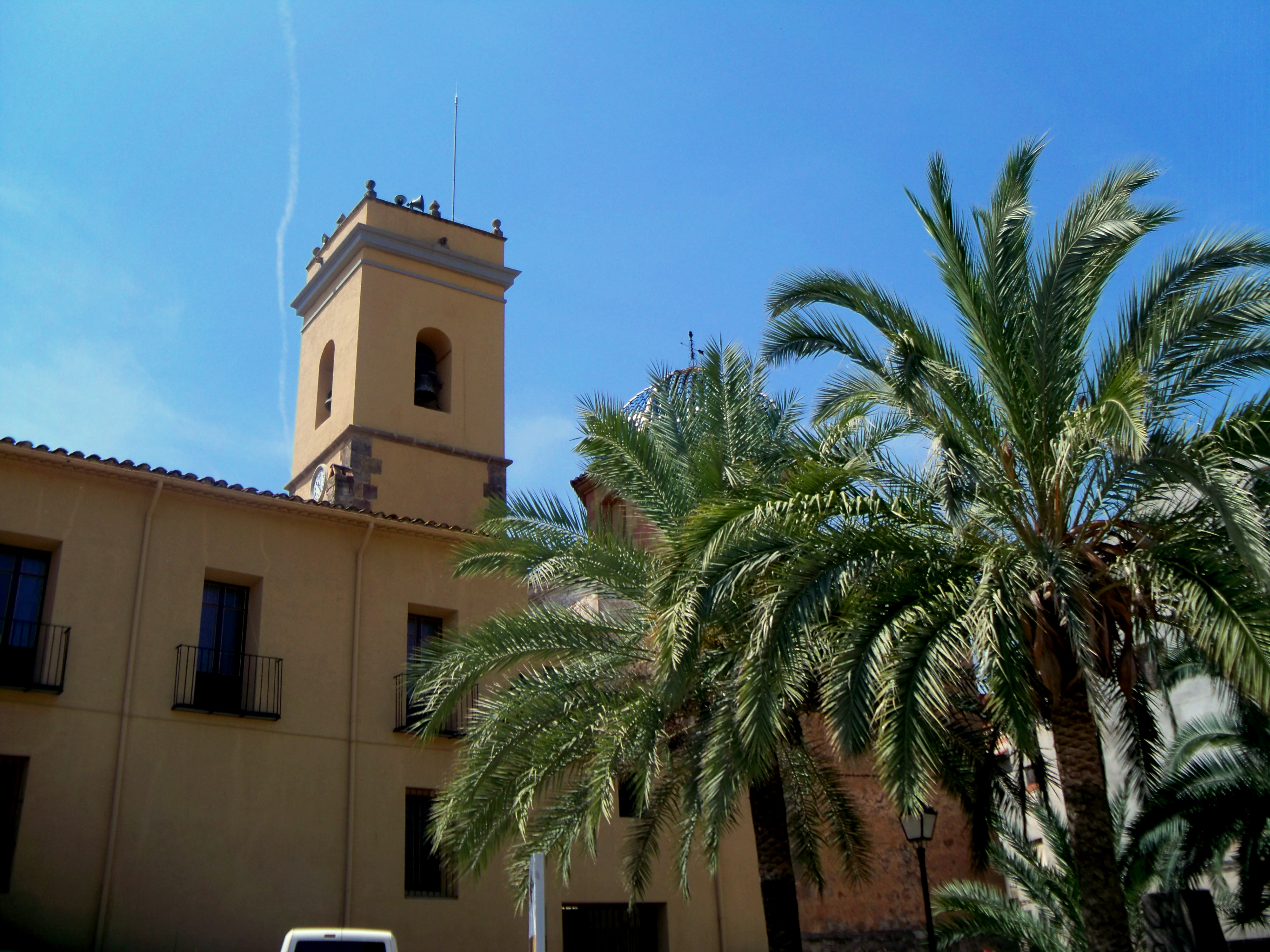
Plaça dels dolçainers

- Església de sant Joan Baptista. Dedicada al patró major de la població Sant Joan Baptista, va ser construïda en el segle xvii, encara que de la construcció original tan sols conserva la façana i la capella. La resta del temple actual es va dur a terme en el segle xix.

- Convent de les germanes Carmelites de la Divina Providència.

- El Racó de Sant Francesc.

- Calvari.

- Capelles i retaules ceràmics. Algun d'ells daten del segle xix i són de gran valor artístic.

### Monuments civils
- Castell de Tales, Torre de Cabrera i Torre de la Mort. El conjunt està declarat Bé d'Interés Cultural. Les restes del Castell de Tales, se situen en la part més alta del nucli urbà. L'accés a la fortalesa és molt senzill, ja que es troba senyalitzada en el nucli urbà. Tenia la funció estratègica de defendre el poble i probablement és d'origen àrab (segle xii) com la majoria dels que queden a la serra. No obstant això, l'estat de ruïna i la falta de bibliografia sobre l'edifici dificulten en gran manera la seua datació exacta.

.

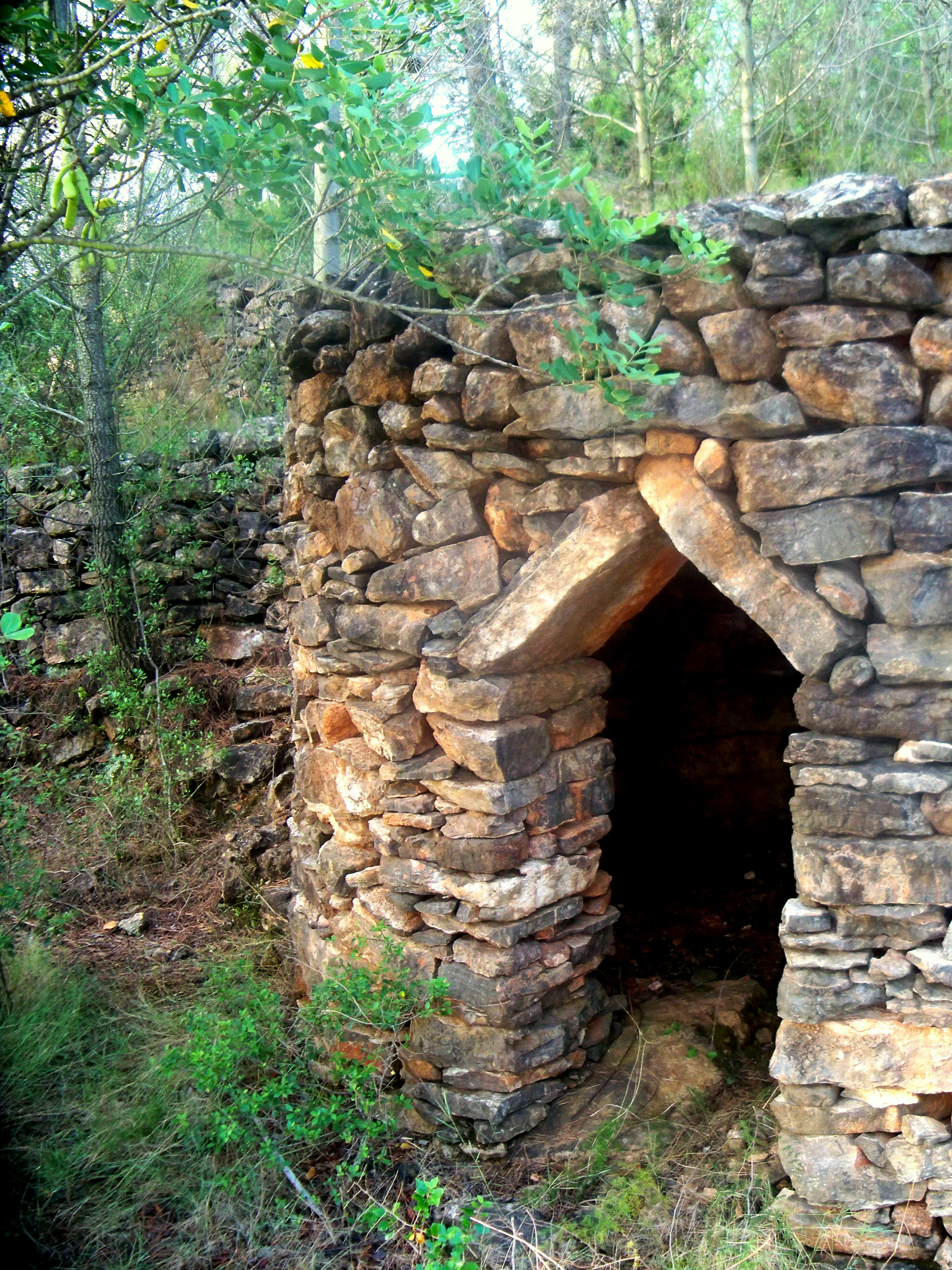
Refugi de pedra en sec a la partida dEntre-rius

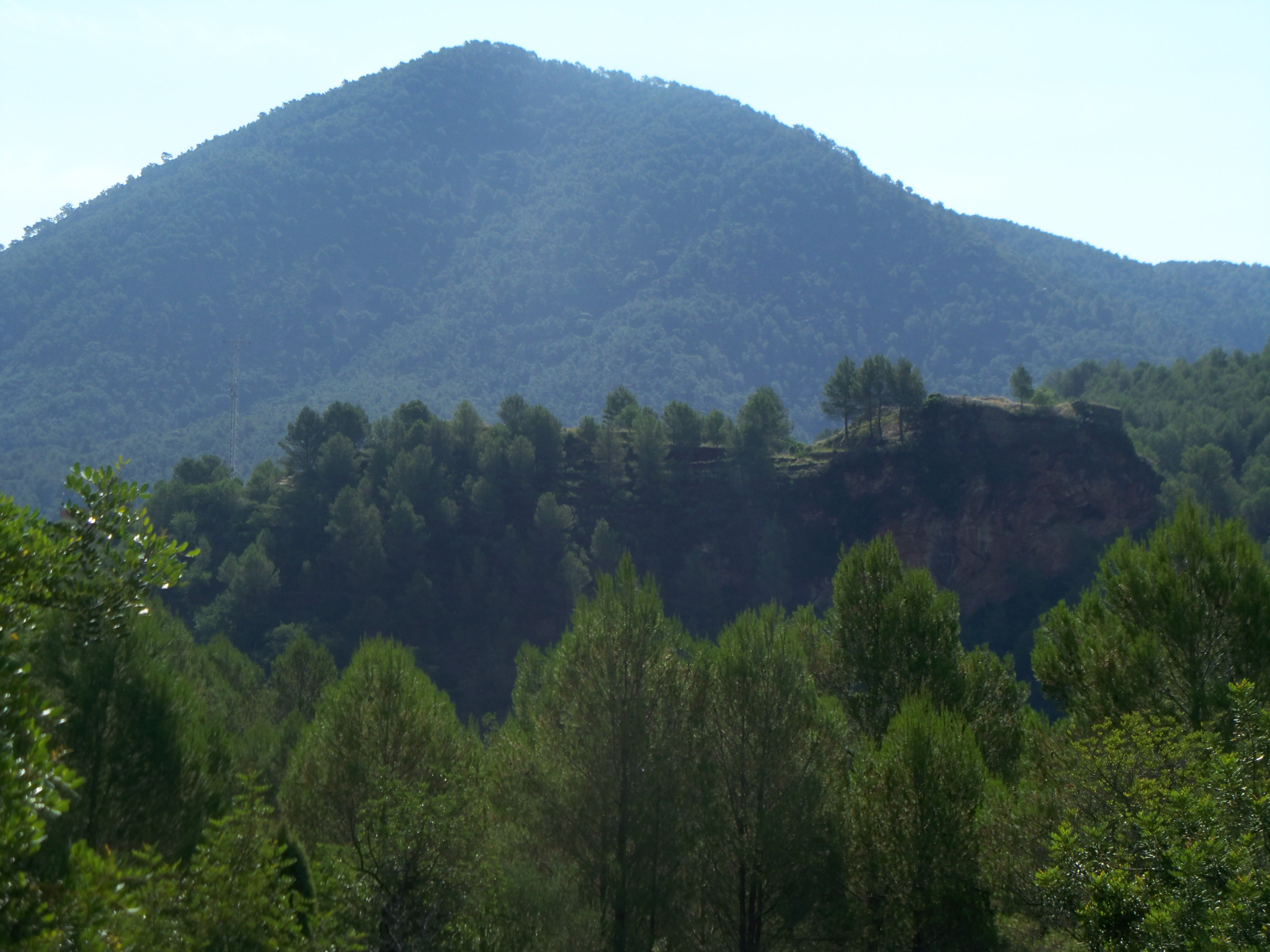
Vista del turó on s'assenta el castell des de la partida dEntre-rius

- Monument "Tales als seus dolçainers". És un monòlit en homenatge als dolçainers del poble, situat en la plaça Major.

- El Portalet.

- El "Llavador". És un safareig llarg de pedra. Està cobert per una estructura d'origen àrab composta de tres arcs de ferradura apuntats que sostenen una teulada. Per davall passa la séquia que recull l'aigua del riu Veo en un assut uns metres més amunt. Es troba en la confluència del barranc de Castro i el riu de Veo i ha estat restaurat recentment.

- Forn de Calç.

- Forn Morú Ceràmic.

- Refugis de pedra en sec.

## Museus

### Museu Etnològic

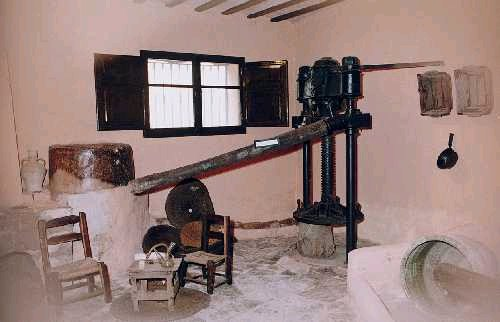
Almàssera

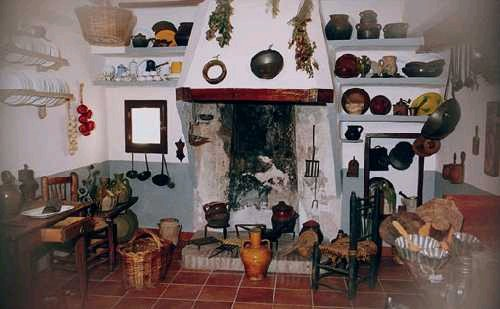
Cuina

Declarat col·lecció museogràfica permanent per la Conselleria de Cultura, es troba en la que potser és una de les edificacions més velles del poble, en la zona més antiga del nucli urbà. L'edifici compta amb tres plantes de 111 metres quadrats cadascuna, amb una estructura totalment de pedra. La teulada, que en la major part estava enfonsada i en molt mal estat, es va reconstruir intentant reproduir-la d'acord amb la seua arquitectura original, amb canya i teula. També es van haver de restaurar les escales, respectant en la mesura del possible la construcció de l'època.
A l'interior de l'almàssera, concretament en la planta baixa, hi ha dues premses. La més petita és originària del molí i s'usava amb caràcter particular per a obtenir, de cada collita, l'oli per a l'ús de la família propietària. L'altra, més gran, es va adquirir de segona mà quan el molí va passar a formar part d'una societat integrada per 24 socis.
En la primera planta hi ha la reproducció d'un habitatge del segle xix, així com la indumentària tradicional, utensilis i aparells del camp.

## Entorn natural

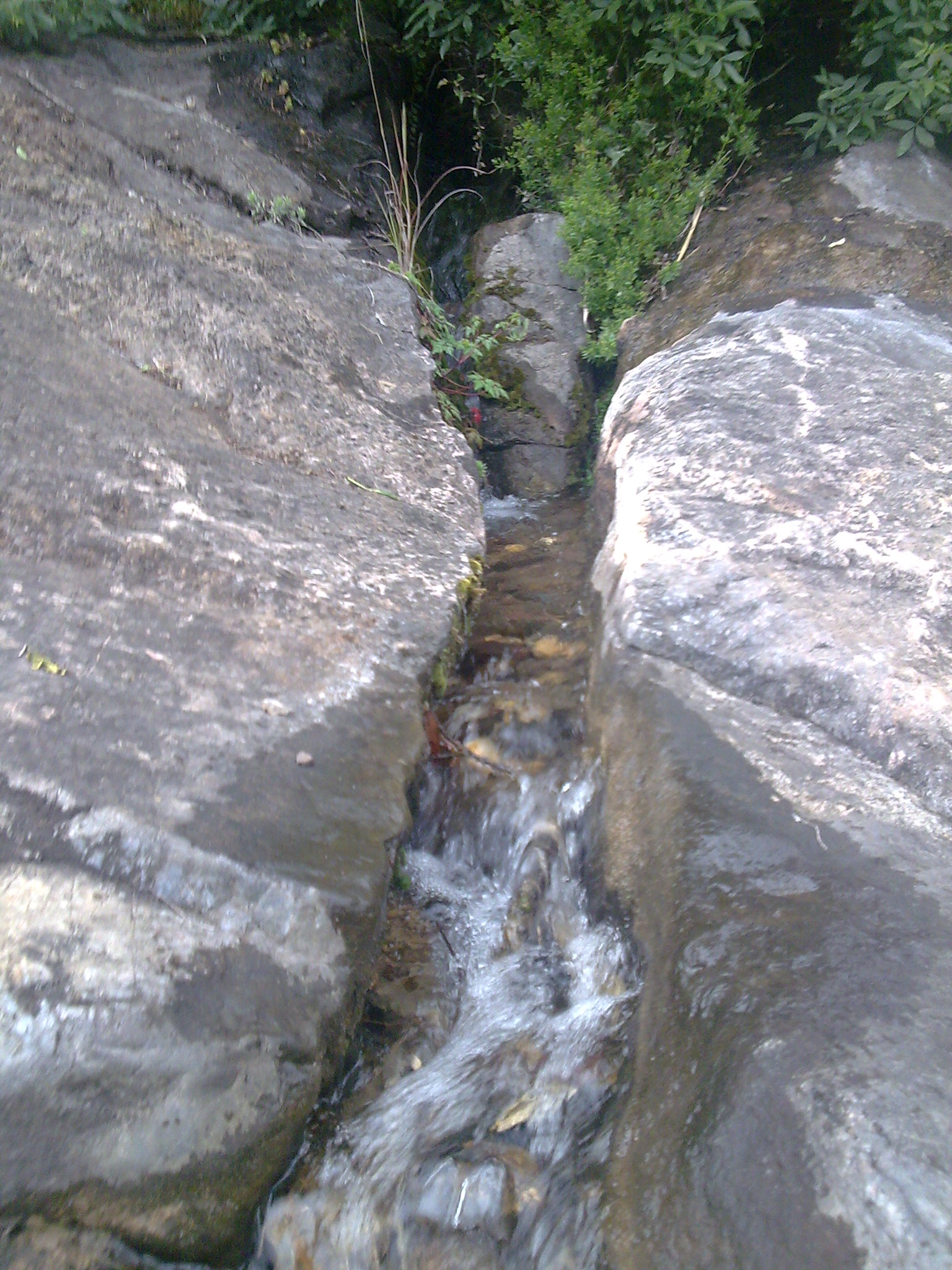
Font de la Pitxera

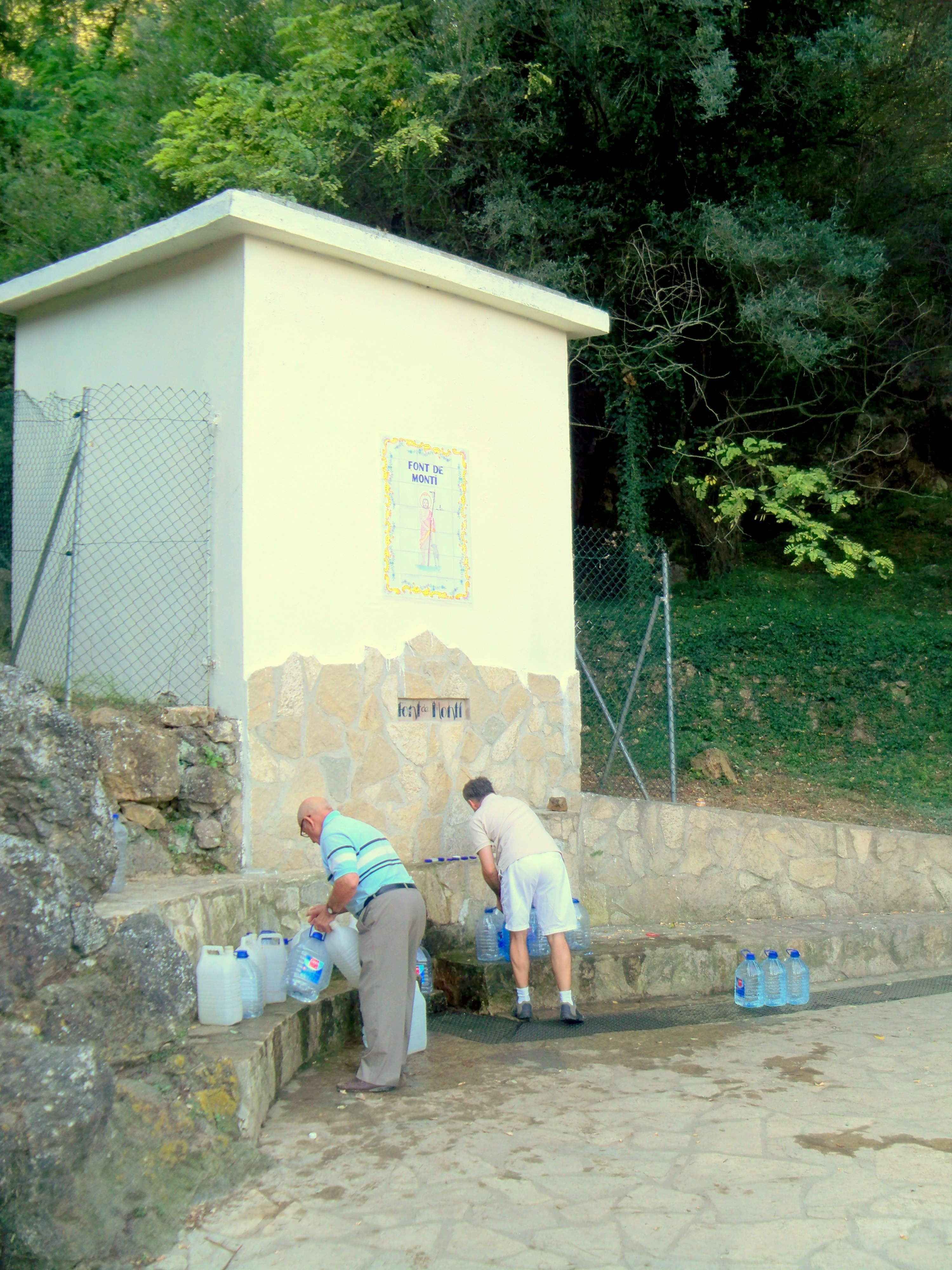
Font de Montí

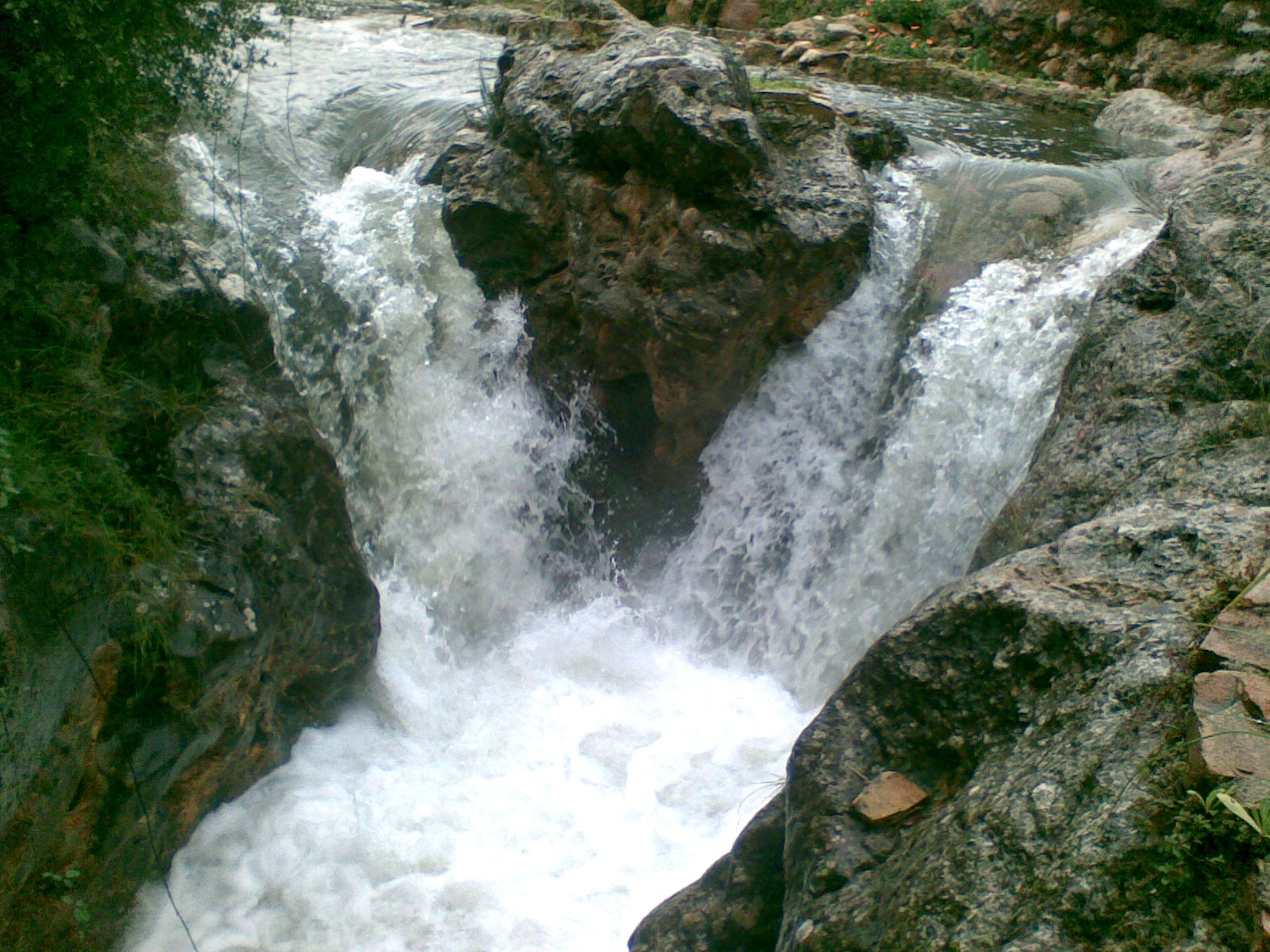
L'Engolidor

- Paratge del Montí. Tot i que no és la muntanya més elevada del terme municipal (612m), el Montí és la més representativa. Està coberta per una densa massa forestal típicament mediterrània (Carrasques, Pinastre i Sureres). Diverses sendes permeten pujar al seu cim.
- Penyes de l'Alt.
- Font del Montí. És una de les més apreciades de la província, fet que es demostra amb la gran quantitat d'aigüistes que la visiten cada dia. Està enclavada dins d'una vall davant la muntanya del mateix nom a vora 400 metres d'altitud. S'hi pot apreciar un paisatge excepcional.
- Font de la Perera. És la que proporciona aigua potable a la població.
- Font i paratge de "l'Assut de Tales".
- Font de Xiclà.
- Font de la Pitxera.
- Font del Bou.
- Font de la Rata.
- Font del Pardalet.
- El Campament. És l'últim tram del riu Veo abans d'ajuntar-se amb el barranc de Castro i donar lloc al riu Sec, es troba en la vall del riu entre la partida del “Clot” i “d'Entrerius” format un paisatge on la roca calcària ha estat excavada per l'aigua formant formes serpentejants, clotxes i diversos salts, el més famós dels quals és “l'Engolidor” d'aproximadament 2 metres d'alçada. El paisatge està força modificat pels humans que han introduït vegetació de jardineria el que fa que sovint estiga ple de flors i plantes ornamentals. Des d'un assut xicoteta el riu passa a una bassa natural on els banyistes naden i prenen el Sol. Posteriorment l'aigua, sempre clara, es perd entre els salts i les escletxes de la roca. En la rodalia també hi ha una cova molt gran encara que poc profunda on es practica l'escalada.

Altres paratges de gran bellesa pròxims al nucli urbà són els  Orgues de Benitandús, Embassament de Benitandús i “L'Assut d'Onda”.

## Patrimoni Cultural

### Tales, poble de dolçainers

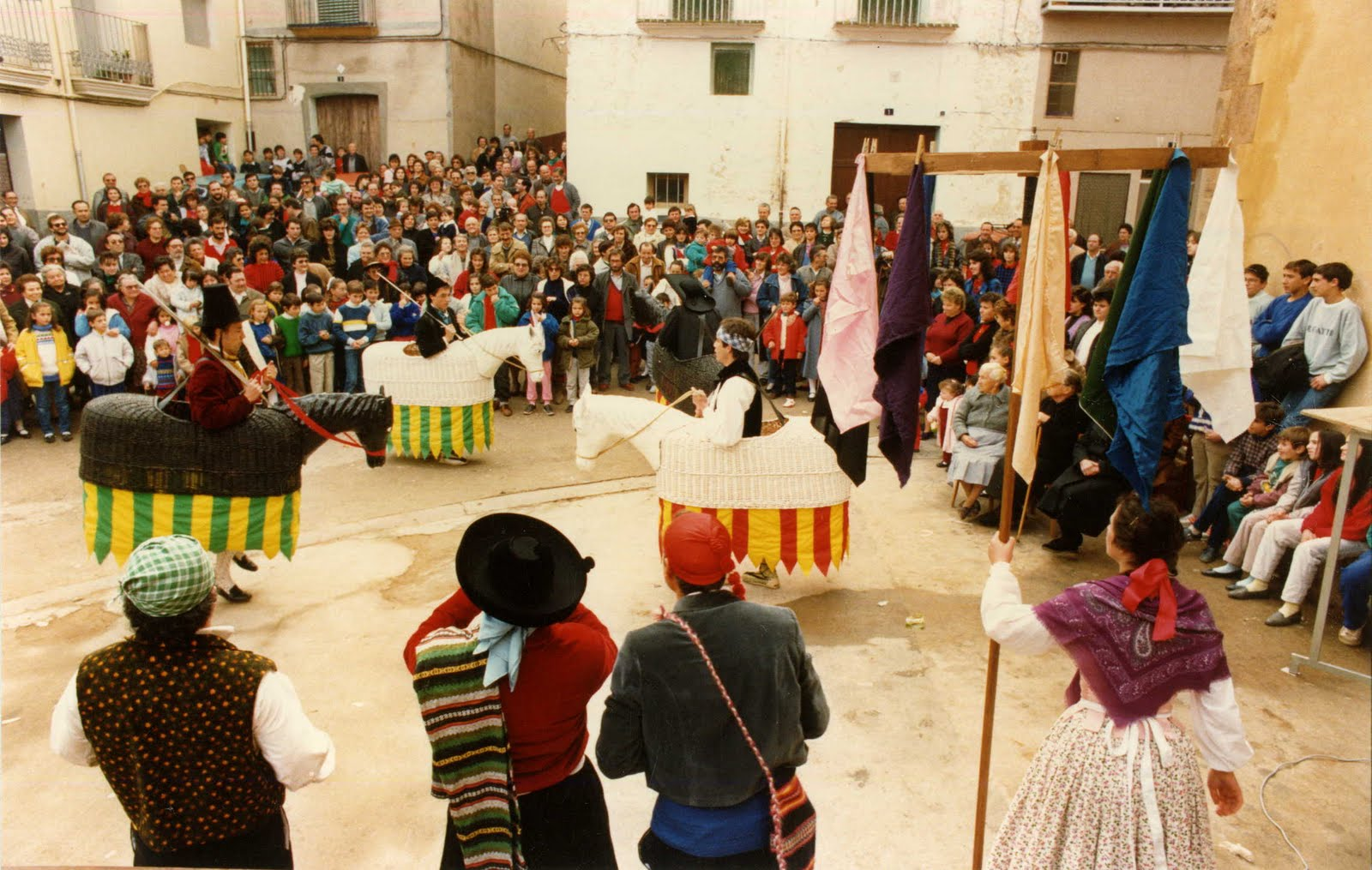
Representació de l'obra de Xarxa Teatre El Dolçainer de Tales a Tales el 1987

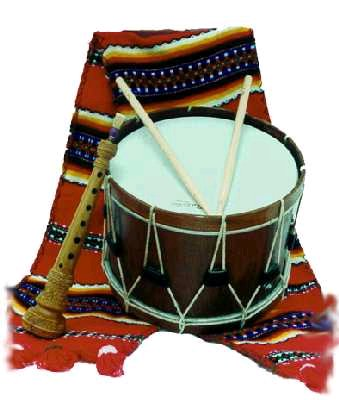
Dolçaina, tabal i manta

Tales ha estat bressol i referent del món de la dolçaina i el tabal, la tradició musical del poble és coneguda arreu del País Valencià i en especial la figura del Dolçainer de Tales. La mateixa té el seu origen en una figura real que segles enrere va portar les melodies de la dolçaina i el tabal arreu de tota la geografia valenciana, espanyola i inclòs de l'estranger davant de personatges tan il·lustres com els reis. El dolçainer de Tales representa hui en dia l'essència d'una part de la música tradicional valenciana que continua hui ensenyant-se a la gent, grans i menuts, a través de l'Escola de Dolçainers i Tabaleters de Tales. Entre les composicions musicals dels dolçainers de Tales trobem: cercaviles, valsos, marxes de processó, polques, havaneres, masurques i dianes entre d'altres. Moltes d'elles són autòctones de Tales, en concret del mestre dolçainer Fran Badenes, altres tenen el seu origen en terres catalanes i aragoneses.
Han sigut nombroses les cites al·lusives a la figura del Dolçainer de Tales. L'obra de recopilació més destacada és el llibre anomenat El Dolçainer de Tales de Diego Ramia i Arasa i Vicent P. Serra i Fortuño, editat i publicat el 1986. Junt amb el llibre també es va llançar un LP amb totes les melodies musicals.
També té una gran popularitat l'obra de Xarxa Teatre anomenada també El Dolçainer de Tales que ha estat rellançada amb el motiu del 25 aniversari de la seua estrena.

## Festivitats

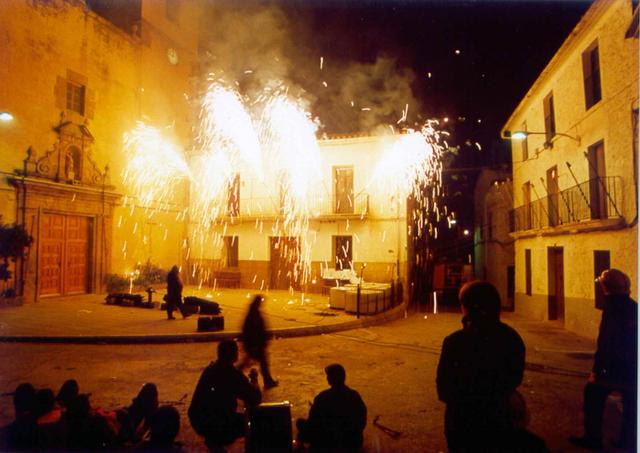
Pirotècnia durant les Festes de l'Església

- Sant Antoni. Se celebra un dissabte al voltant del 17 de Gener, amb la típica foguera i la benedicció dels rotllos tradicionals del poble. Els clavaris s'encarreguen d'organitzar la festa i conviden a la gent a bunyols, mistela i coques.
- Santa Àgata.
- Setmana Santa i Pasqua. Es fan processons.
- El Corpus: Els xiquets i xiquetes que prenen la primera comunió fan la processó aturant-se davant les tradicionals tauletes i estores de pètals.

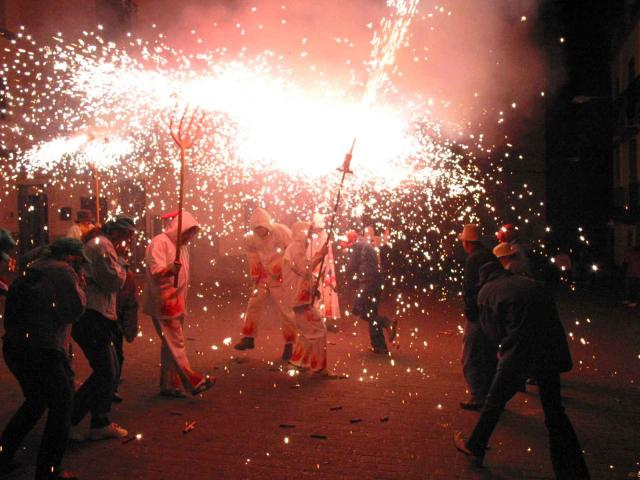
Correfocs a la Plaça Major durant les Festes de la Joventut

- La Nit de Sant Joan. Se celebra al voltant del 24 de juny, el poble organitza un sopar de germanor i balls.
- Festes de la Joventut. Se celebren el penúltim divendres d'agost, commemoren la degollació de Sant Joan Baptista, patró major del poble, que el cristianisme celebra el 29 d'agost. Durant més d'una setmana els bous al carrer, les verbenes, els passacarres i molts més actes tenen lloc pels carrers i places de Tales.
- Festes de l'Església. Se celebren el primer cap de setmana després de Tots Sants. Són les festes majors del poble en honor de Sant Joan Baptista, Sant Roc, Santa Bàrbara i el Santíssim Sagrament. Commemoren el trasllat de l'església vella a la nova. Les procesons i els actes religiosos és el més destacat, també es fan bous al carrer, orquestres, concerts, sopars, discomòbils, castells d'artifici entre altres actes. Estes festes tanquen la temporada taurina al País Valencià.
- Festa dels dolçainers. La colla de dolçainers i tabaleters de Tales celebra la seua festa al voltant del 9 d'Octubre, Diada Nacional del País Valencià.
- Santa Cecília. És festejada pels músics del poble un cap de setmana al voltant del 22 de novembre, dia de la seua festivitat. Sopars, concerts, jocs populars i altres actes culturals formen part de les celebracions.
- Mercat tradicional de Nadal. Se celebra a principis de desembre.

## Gastronomia

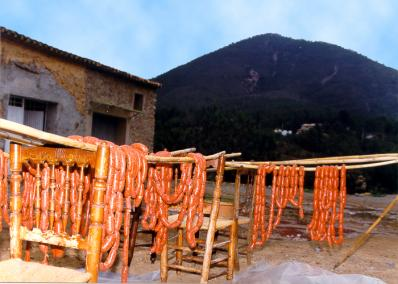
Embotit després de la matança del porc

Els plats típics de la població són tot tipus d'arrossos i fideuà (arròs caldós, arròs al forn, arròs melós, paella de muntanya, ect.), carns a la brasa, embotits (botifarres, llonganisses, secallona, xorissos ect.) carn de bou, caça (perdius, conills, tords, pardalets ect.), olla i llegums (olla de la plana, olla de nadal, olla de cards, ect), dolços i salats (cócs, pastissos de moniato, rosquilletes, coca mal feta, bunyols, orelletes, mona de pasqua, braç de gitano), i salses com l'allioli.
L'oli d'oliva de la Serra d'Espadà, procedent de Tales i altres municipis és de gran qualitat i molt apreciat en el món gastronòmic.

## Serveis Públics
- Centre de Salut
- Biblioteca Municipal
- Saló Multifuncional
- Local d'Associacions
- Ludoteca
- Col·legi Públic
- Conservatori de Música
- Escola de Dolçaina i Tabal
- Piscina Municipal
- Camp de Futbol
- Frontó
- Pista Poliesportiva
- Parc Infantil